# ジェイミー・ルナー
ジェイミー・ルナー（Jamie Luner、1971年5月12日 - ）は、アメリカ合衆国の女優。

## 出演作品
- 黙示録2009 合衆国大炎上（ケイト・ジャンセン）
- メルローズ・プレイス（レクシー・スターリング）
- NCIS ネイビー犯罪捜査班